# Loxosceles aphrasta
Loxosceles aphrasta är en spindelart som beskrevs av Jia-Fu Wang 1994. Loxosceles aphrasta ingår i släktet Loxosceles och familjen Sicariidae. Inga underarter finns listade i Catalogue of Life.